# Trek to Yomi
Trek to Yomi é um jogo de ação com rolagem lateral, desenvolvido pela polonesa Flying Wild Hog e publicado pela texana Devolver Digital. Foi lançado em 5 de maio de 2022 para Xbox One, Xbox Series X e Series S, PlayStation 4, PlayStation 5 e Microsoft Windows. O jogo conta a história de Hiroki, um samurai do período Edo que jurou ao seu mestre defender sua vila dos bandidos.

## Modo de jogo
Trek to Yomi é um jogo de ação de rolagem lateral.
No jogo existem quatro dificuldades selecionáveis, das quais a última é desbloqueada após completar a história pelo menos uma vez. Nessa dificuldade o protagonista morre com um só golpe.
Durante o jogo, é possível explorar as fases nas quais é possível encontrar itens colecionáveis ou upgrades e interagir com personagens não-jogadores, isso intercalado com combates nos quais é possível mover-se apenas horizontalmente para frente ou para trás, enquanto nas fases de exploração é possível girar mais livremente em espaço tridimensional. Em combate, a principal arma de Hiroki é a katana que ele pode usar tanto para atacar, com golpes rápidos ou pesados, quanto para se defender, aparando ou desviando os ataques dos adversários. Cada uma dessas ações envolve o uso de resistência que, se esgotar, causa cansaço no protagonista, que ficará, portanto, mais vulnerável por um curto período de tempo. Os ataques podem ser modificados pela direção que você pressiona; por exemplo, indo para a frente e usando o ataque rápido, Hiroki executará uma estocada sem dar nenhuma entrada direcional, ele executará uma combinação de dois ataques. Além da katana, Hiroki também poderá desbloquear e usar armas secundárias como shurikens .
Às vezes, o combate também pode ser evitado explorando e interagindo com o ambiente para eliminar inimigos furtivamente.
Entre uma luta e outra será possível encontrar santuários que funcionam como checkpoints, recarregando totalmente a vida e a energia de Hiroki. Cada santuário só pode ser usado uma vez por jogo.

## Desenvolvimento
Leonard Menchiari, criador de Trek to Yomi, disse que se inspirou nos filmes de Akira Kurosawa no desenvolvimento do título e que os pilares sobre os quais o jogo foi construído são o Japão do Período Edo e o Xintoísmo. Para serem o mais fiéis possível ao período coberto, eles contrataram especialistas japoneses no assunto e se inspiraram nos artefatos do Museu Edo-Tóquio.  A trilha sonora, composta por Cody Matthew Johnson e Yoko Honda, inclui canções folclóricas do período Edo e foi interpretada por uma orquestra Gagaku com instrumentos de época. 
O jogo foi anunciado oficialmente pela Devolver Digital durante seu evento na Electronic Entertainment Expo 2021. 

## Recepção
A recepção da crítica foi mista, recebendo avaliações médias em sites de agregação de notas como o Metacritic. Entre as críticas mais comuns está a da jogabilidade ser muito simples e sem profundidade. A direção de arte é geralmente apreciada, no que diz respeito ao aspecto visual e à música.   

## Observação
1. ↑  «Battle through hell and back in Trek to Yomi». PlayStation.Blog (em inglês). 9 de março de 2022. Consultado em 9 de maio de 2022
2. ↑  «Trek To Yomi's Soundtrack Is Hauntingly Beautiful In This Exclusive Track Reveal». GameSpot (em inglês). Consultado em 9 de maio de 2022
3. ↑  «Trek To Yomi Launches In 2022 For PC, PS4, PS5, Xbox One, And Xbox Series X|S». GameSpot (em inglês). Consultado em 9 de maio de 2022
4. ↑  «Test du jeu Trek to Yomi». Jeuxvideo.com (em francês). Consultado em 9 de maio de 2022
5. ↑  «Trek to Yomi, análisis. Un juego de samuráis en blanco y negro que destaca por su estilo visual». MeriStation (em espanhol). 5 de maio de 2022. Consultado em 9 de maio de 2022
6. ↑  diAlessandra "Aelinar" Borgonovo Aggiornato: Giovedì 05 Maggio 2022 16:42 Pubblicato: Giovedì 05 Maggio 2022 15:00 (5 de maio de 2022). «Trek to Yomi - La recensione». IGN Italia (em italiano). Consultado em 9 de maio de 2022